# 법적인 면책
법적인 면책(legal immunity)은 법적인 책임을 지지 않는 법적 상태(legal status)를 말한다. 형사상 면책, 민사상 면책, 또는 둘 다 면책을 의미한다. Legal immunity를 면책특권이라고도 번역한다. 한국에서는 보통 면책특권은 국회의원의 면책특권(Parliamentary immunity)을 말하기 때문에, 의미 혼동에 주의해야 한다.

## 주권면제
법적인 면책의 대부분은 주권면제(Sovereign immunity)를 사상적 기초로 한다. 주권면제는 왕의 면책특권(crown immunity)이라고도 하며, 보통 유명한 법격언(legal maxim)인 렉스 논 포테스트 페카레(rex non potest peccare)로 표현된다. 왕은 잘못을 저지를 수 없다는 의미이다.

## 유형

### 공무원의 면책특권
- 절대적 면책특권(Absolute immunity)
- 제한적 면책특권(Qualified immunity)
- 사법부의 면책특권(Judicial immunity)
- 의회의 면책특권(Parliamentary immunity)
- 주권자의 면책특권(Sovereign immunity), 주권면제, 왕의 면책특권(crown immunity)
- 외교관의 면책특권(Diplomatic immunity)
- 국제법상 면책특권
- 국가의 면책특권(State immunity), 국가면제, 보통 주권면제와 동의어로 사용한다.

### 민간인의 면책특권
- 사면법(Amnesty law)
- 부부간 면책특권(Spousal privilege)
- 증인의 면책특권(Witness immunity)
- 기자의 면책특권(Reporter's privilege)
- 자선단체의 면책특권(Charitable immunity)